# حمید سلطانی
حمید سلطانی (زادهٔ ۲۸ آبان ۱۳۳۶ در تهران) کاراته کار ایرانی آلمانی است. او از نسل نخست کاراته‌کاران و همچنین بنیان‌گذار و پدر روش تای‌ساباکی در ایران می‌باشد.

## زندگی
سلطانی کاراته را از سال ۱۳۵۳ با سبک کان‌ذن‌ریو شروع کرد. با ورود کیوکوشین به ایران در سال ۱۳۵۶ به آن ملحق شد. در سال ۱۳۶۲ همزمان به تمرین در سبک شیتوکای و جودو پرداخت. در سال ۱۳۶۷ در سفری به ترکیه با آشی‌هارا کاراته آشنا شد و به تمرین در آن پرداخت. در سال ۱۳۶۹ در یک سفر ۴ ساله به ژاپن، ابتدا به تمرین در سبک آشی‌هارا زیرنظر هیدیوکی آشی‌هارا مشغول گردید و پس از مدتی شروع به تحقیق بیشتر در مورد سبک‌های کاراته نمود و در نهایت به تمرین در سبک انشین پرداخت. در سال ۱۳۷۲ سبک انشین را به عنوان دومین سبک آزاد کاراته (بعد از کیوکیوشین) وارد ایران کرد و به عنوان نخستین نماینده این سبک در ایران و خاورمیانه برگزیده شد. در سال ۱۳۸۲ از طرف فدراسیون کاراته ایران مسئولیت برگزاری مسابقات کاراته آزاد برای اولین‌بار در ایران به او محول گردید. پس از برگزاری مسابقات طرح برگزاری لیگ کاراته آزاد را به فدراسیون ارائه کرد. او در سال ۲۰۰۸ سبک شین‌دن‌کای را با شیوه‌های نوین تای‌ساباکی بنیان نهاد. هم‌اکنون مرکز جهانی سازمان شین‌دن‌کای در هامبورگ است.

## عناوین
- بنیان‌گذار سبک انشین کاراته در ایران و خاورمیانه در سال ۱۳۷۲[۹]
- بینان‌گذار سبک شین‌دن‌کای در سال ۲۰۰۸ (میلادی)[۱۰]
- بنیان‌گذار و پدر روش تای‌ساباکی در ایران در سال ۱۳۷۲[۴]
- بنیان‌گذار و رئیس کمیته مسابقات سبک‌های آزاد کاراته ایران از سال ۱۳۸۲ تا ۱۳۸۷[۱۱]
- طراح اولیه و برگزار کننده نخستین دوره لیگ سبک‌های آزاد کاراته ایران در سال ۱۳۸۲[۱۲]